# Massacre de 1846 de Bhandarkhal
 (décembre 2021).
Le massacre de 1846 de Bhandarkhal (népalais : भण्डारखाल पर्व) est un massacre politique survenu le 31 octobre 1846 dans le jardin Bhandarkhal de Hanuman Dhoka (en), à Katmandou, au Népal.
Il était dirigé par Jung Bahadur Rana, un mois après le tristement célèbre massacre de Kot.